# Axedale

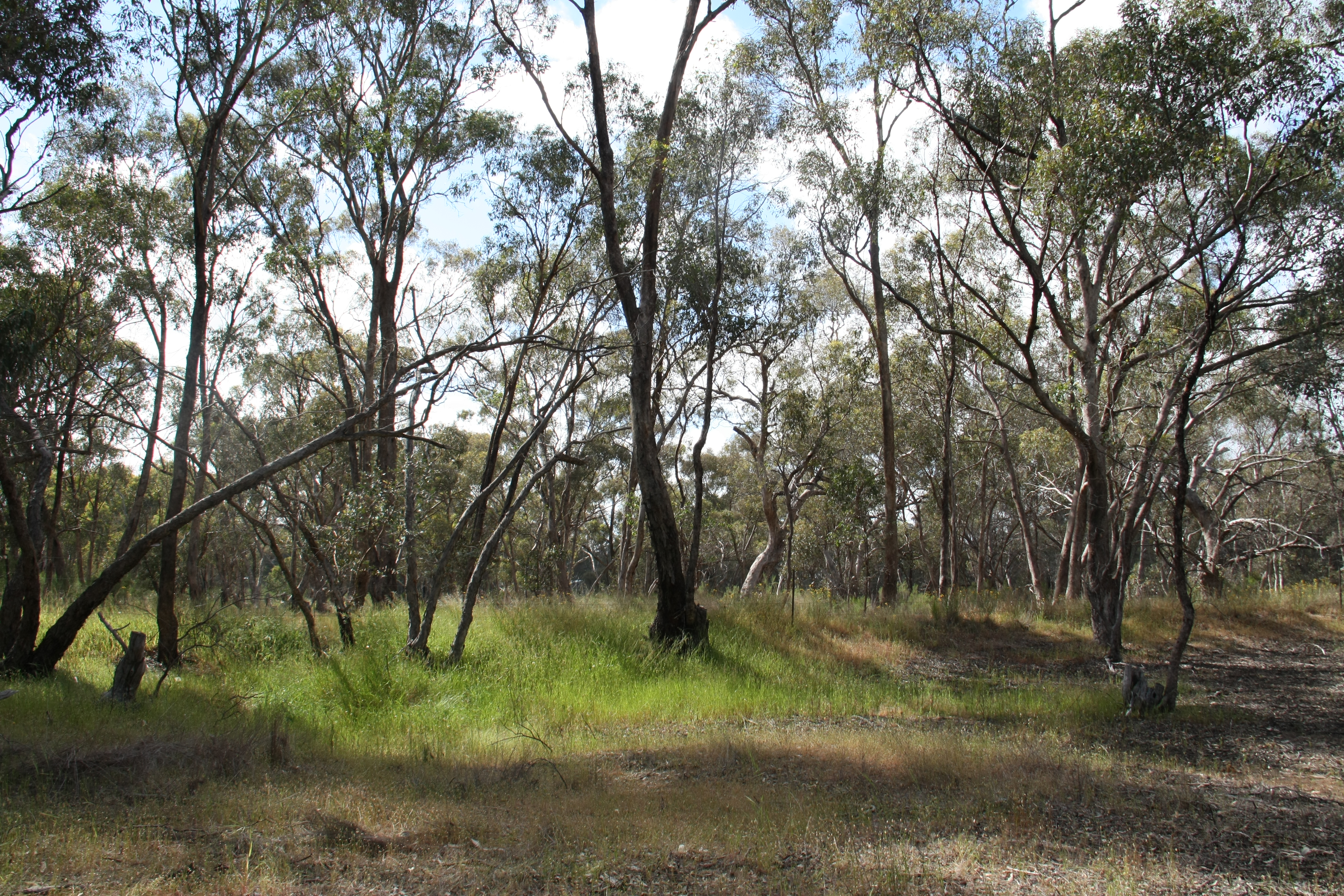
Understorey

Axedale est une ville de l’État du Victoria en Australie. Elle est située sur la McIvor Highway, dans la zone d'administration nommée Ville du grand Bendigo, à l'est de la ville de Bendigo. Elle a été fondée en 1861. Au recensement de 2011, Axedale avait une population de 874 habitants.
Axedale compte quatre églises, soit environ une pour 220 habitants de la ville. Dans le passé, Axedale a accueilli le musée du Titanic où l'on peut voir une réplique de 90 cm du célèbre navire. La ville est nichée le long de la Campaspe River qui draine le lac Eppalock.
Le bureau de poste a ouvert le 21 avril 1862. La ville a été desservie par une ligne de chemin de fer de 1888 à 1941.